# Njegoš Petrović
Pour les articles homonymes, voir Petrović.
Njegoš Petrović, né le 18 juillet 1999 à Krupanj en Serbie, est un footballeur serbe qui évolue au poste de milieu de terrain au FK Vojvodina Novi Sad.

## Biographie

### Carrière en club

#### Rad Belgrade
Njegoš Petrović joue pour le FK Rađevac avant d'être formé au Rad Belgrade. Le 30 juillet 2016, alors qu'il a tout juste 17 ans, il prend part à son premier match de championnat, lors d'une défaite de son équipe par deux buts à zéro contre le FK Voždovac Belgrade.
Le 13 mai 2018, il marque ses deux premiers buts en professionnel, contribuant à la victoire de son équipe sur le score de 3-2 face au FK Zemun.

### Étoile rouge de Belgrade
Le 5 août 2019, Njegoš Petrović rejoint l'Étoile rouge de Belgrade avec qui il signe un contrat de quatre ans. Il joue son premier match sous ses nouvelles couleurs dès le 9 août suivant face au FK Mladost Lučani, en championnat. Il est titularisé et son équipe s'impose par deux buts à zéro.

### Grenade CF
Le 29 janvier 2022, lors du mercato hivernal, Njegoš Petrović rejoint l'Espagne pour s'engager en faveur du Grenade CF. Il signe un contrat courant jusqu'en juin 2025.

### En sélection
Avec les moins de 17 ans, il participe au championnat d'Europe des moins de 17 ans en 2016. Lors de cette compétition, il est titulaire et joue trois matchs, avec pour résultats deux défaites et un nul.
Le 15 novembre 2018, il joue son premier match avec l'équipe de Serbie espoirs contre le Monténégro. Son équipe s'incline 1-0.